# Nekrolog 1802
Nekrolog
◄◄
| ◄
| 1798
| 1799
| 1800
| 1801
| 1802 | 1803 | 1804 | 1805 | 1806 | ► | ►►
Weitere Ereignisse | Allgemeiner Nekrolog 1802
Die Beschreibung der verstorbenen Person sollte so kurz wie möglich gehalten sein und nur deren signifikante Tätigkeit(en) enthalten.
Neue Namen ggf. auch unter dem Geburts- und Sterbedatum, also etwa unter 1. Januar und im Geburts- und Sterbejahr (2024) eintragen (nur bei entsprechender großer Wichtigkeit). Für Beispiele siehe die schon vorhandenen Artikel.
Außerdem über die fünf zuletzt Verstorbenen, zu denen es einen ausreichend guten Artikel für eine Präsentation auf der Hauptseite gibt, nach der todesbedingten Überarbeitung der Artikel ggf. auch unter Wikipedia Diskussion:Hauptseite informieren und sie am besten auch in den anderen Wikipedia-Sprachversionen eintragen. Tipp: Regelmäßig bei news.google.de nach „ist tot“, „gestorben“ oder „verstorben“ suchen.
Wenn eine Person gestorben ist, gibt es viele Seiten zu dieser Person in der Wikipedia, die davon auch betroffen sind und entsprechend aktualisiert werden müssen. Beispiele: Namenübersichtsseite, Geburtsjahr, Geburtsort-Seiten und viele mehr.
Wie finde ich die betroffenen Seiten?
Im Suchfeld auf der linken Seite gibt man den Suchbegriff so ein: „Vorname Nachname“. Dann klickt man auf Volltext und alle Seiten mit entsprechendem Suchtext werden aufgerufen. Hier sieht man dann schnell, wo auch das Todesjahr Sinn macht oder sogar ein Teil des Artikels angepasst werden muss. Auch hilft das „Werkzeug“ auf der linken Seite sehr gut, um solche Seiten aufzufinden: „Links auf diese Seite“. Somit ist die Wikipedia wieder aktuell in allen Bereichen! Hinweis: bei Eintragung der Kategorie „Gestorben JAHR“ wird der Missbrauchsfilter 49 ausgelöst, was jedoch nicht schlimm ist. Siehe: Spezial:Missbrauchsfilter/49
Dies ist eine Liste von im Jahr 1802 verstorbenen bekannten Persönlichkeiten. Die Einträge erfolgen innerhalb der einzelnen Daten alphabetisch sortiert. Tiere sind im Nekrolog für Tiere zu finden.

## Januar
| Tag        | Name                                 | Beruf, bekannt als                                               | Alter | Beleg |
| ---------- | ------------------------------------ | ---------------------------------------------------------------- | ----- | ----- |
| 2. Januar  | Samuel Turner                        | Diplomat und Offizier der britischen Ostindien-Kompanie          | 42    |       |
| 3. Januar  | Gottfried August Meerheim            | deutscher Literaturwissenschaftler                               | 48    |       |
| 4. Januar  | Johann Georg Stuwer                  | österreichischer Unterhaltungskünstler                           | 69    |       |
| 9. Januar  | Julius Hieronymus Zollikofer         | Schweizer Bürgermeister                                          | 88    |       |
| 12. Januar | Josef Ignaz von Kleinmayr            | Publizist des Josephinismus                                      | 56    |       |
| 14. Januar | Marie Allard                         | französische Tänzerin                                            | 59    |       |
| 15. Januar | Joseph Frosch                        | 45. Abt der Abtei Marienstatt                                    | 68    |       |
| 15. Januar | Johann Martin Notter                 | württembergischer Bankier und Handelsherr                        | 66    |       |
| 15. Januar | Ernst Wilhelm Benjamin von Korckwitz | preußischer Beamter                                              | 57    |       |
| 16. Januar | Bengt Gabriel von Spången            | schwedischer Adeliger und Oberst der Artillerie                  | 73    |       |
| 18. Januar | Antoine Darquier de Pellepoix        | französischer Astronom                                           | 83    |       |
| 24. Januar | Josep Duran i Pejoán                 | katalanischer Kapellmeister und Komponist                        |       |       |
| 24. Januar | Joseph-Niklas zu Windisch-Graetz     | österreichischer Dienstkämmerer der Erzherzogin Marie Antoinette | 57    |       |
| 25. Januar | Noah Atwater                         | US-amerikanischer Geistlicher                                    | 50    |       |
| 26. Januar | Christian Gottlob Klemm              | deutscher Dramatiker und Herausgeber von Wochenschriften         | 65    |       |
| 26. Januar | Johann Peter Nesemann                | deutsch-schweizerischer Lehrer                                   |       |       |
| 27. Januar | Johann Rudolf Zumsteeg               | deutscher Komponist und Kapellmeister                            | 42    |       |
| 30. Januar | Johann Nepomuk Mießl                 | böhmischer Oberzehnter und Berggerichtsbesitzer                  | 69    |       |
| 31. Januar | Emmerich Daniel Bogdanich            | Mathematiker, Astronom, Geodät und Kartograf                     | 39    |       |

## Februar
| Tag         | Name                                    | Beruf, bekannt als | Alter | Beleg |
| ----------- | --------------------------------------- | --- | ----- | ----- |
| 2. Februar  | Christian Gottlieb Hommel               | deutscher Rechtswissenschaftler                                                                                          | 64    |       |
| 2. Februar  | Anna Stephanie                          | österreichische Theaterschauspielerin                                                                                    |       |       |
| 3. Februar  | Pedro Rodríguez de Campomanes           | spanischer Staatsmann, Literat, Jurist, Aufklärer und Übersetzer                                                         | 78    |       |
| 4. Februar  | Joseph Christian Fengler                | österreichischer Geistlicher und Bischof von Raab                                                                        | 68    |       |
| 4. Februar  | Christian Maria Anton von Wrede         | Domherr in Münster und Osnabrück                                                                                         | 54    |       |
| 6. Februar  | Franz Nikolaus Rolffsen                 | deutscher Kupferstecher                                                                                                  |       |       |
| 8. Februar  | Friedrich Karl von Langelair            | preußischer Generalmajor, Vizekommandant von Berlin                                                                      | 65    |       |
| 8. Februar  | Johann Georg Wieland                    | deutscher Stuckateur und Bildhauer des Klassizismus                                                                      |       |       |
| 9. Februar  | Thomas Graves, 1. Baron Graves          | britischer Admiral im Amerikanischen Unabhängigkeitskrieg und in den Revolutionskriegen sowie Gouverneur von Neufundland | 76    |       |
| 9. Februar  | Karl Joseph Merz von Quirnheim          | Reichsfreiherr und letzter Besitzer der Freiherrlichkeit Bosweiler und Quirnheim                                         | 54    |       |
| 10. Februar | Samuel Phillips junior                  | US-amerikanischer Politiker                                                                                              | 50    |       |
| 15. Februar | Carl Henrich Dreyer                     | deutscher Rechtswissenschaftler und Lübecker Politiker                                                                   | 78    |       |
| 15. Februar | Ignacy Wyssogota Zakrzewski             | polnischer Adeliger und Politiker                                                                                        |       |       |
| 18. Februar | Valentin Dietloff von Arnim             | preußischer Jurist | 87    |       |
| 19. Februar | Franz Joseph Bob                        | österreichischer Kameralist und Philologe                                                                                | 68    |       |
| 21. Februar | René Maugé                              | französischer Zoologe und Tiersammler                                                                                    |       |       |
| 23. Februar | Peter Philipp von Herbert-Rathkeal      | österreichischer Diplomat                                                                                                |       |       |
| 23. Februar | Johann Jacob Prehn                      | deutscher Verwaltungsjurist und Hochschullehrer                                                                          | 55    |       |
| 25. Februar | Guillaume Nicolas Delahaye              | französischer Kupferstecher, Graveur und Geograph des Königs                                                             |       |       |
| 25. Februar | Charles O’Hara                          | britischer Militär |       |       |
| 26. Februar | Johann August von Ponickau              | Bibliotheksstifter und sächsischer Kriegsrat                                                                             | 83    |       |
| 27. Februar | Johann Friedrich von Brehmer            | preußischer Generalmajor und Chef des Infanterieregiments Nr. 9                                                          | 64    |       |
| 27. Februar | Kimura Kenkadō                          | japanischer Maler | 65    |       |
| 28. Februar | Christoph Gottfried Nicolaus Gesterding | deutscher Jurist und Historiker                                                                                          | 61    |       |
| Februar     | John M. Vining                          | US-amerikanischer Politiker (Föderalistische Partei)                                                                     | 43    |       |

## März
| Tag      | Name                                | Beruf, bekannt als                                                  | Alter | Beleg |
| -------- | ----------------------------------- | ------------------------------------------------------------------- | ----- | ----- |
| 2. März  | Francis Russell, 5. Duke of Bedford | britischer Adliger und Politiker                                    | 36    |       |
| 2. März  | Matthäus von Vieregg                | bayerischer Staatsmann                                              |       |       |
| 3. März  | Robert Schlecht                     | Abt der Reichsabtei Salem                                           | 61    |       |
| 4. März  | Nikolaus Sebastian Simon            | französischer Jurist und Präfekt im Département de la Roer          | 52    |       |
| 4. März  | John Sitgreaves                     | US-amerikanischer Jurist und Politiker                              |       |       |
| 5. März  | Noah-Haium-Hirsch Berlin            | deutscher Rabbiner und Autor                                        | 68    |       |
| 7. März  | Franz Josef Gassmann                | Schweizer Buchdrucker, Buchhändler, Zeitungsgründer und Redaktor    | 46    |       |
| 7. März  | Marie Clothilde von Frankreich      | französische Prinzessin, durch Heirat Königin von Sardinien-Piemont | 42    |       |
| 7. März  | Johann Georg Witthauer              | deutscher Kirchenmusiker und Komponist                              | 51    |       |
| 11. März | Pedro de Alberni                    | spanischer Soldat                                                   | 55    |       |
| 11. März | Friedrich von Hessen-Darmstadt      | Landgraf von Hessen-Darmstadt                                       | 42    |       |
| 11. März | Narsworthy Hunter                   | US-amerikanischer Politiker                                         |       |       |
| 11. März | Christian Carl von Meusebach        | deutscher Jurist                                                    | 67    |       |
| 17. März | Ernst Friedrich Carl von Hanstein   | preußischer Generalleutnant, Chef des Infanterieregiments Nr. 51    | 67    |       |
| 17. März | Andreas Lamey                       | Historiker und Bibliothekar                                         | 75    |       |
| 18. März | Hermann Nikolaus Funck              | deutscher Jurist                                                    |       |       |
| 18. März | Jean Baptiste Lepaute               | französischer Uhrmacher                                             | 75    |       |
| 18. März | Jakob Wortmann                      | Bürgermeister in Elberfeld                                          | 70    |       |
| 18. März | Johann Andreas Ziegler              | deutsch-österreichischer Landschaftsmaler                           | 52    |       |
| 19. März | Isidore Bertheaume                  | französischer Geiger und Komponist                                  |       |       |
| 20. März | Friedrich Ludwig von Botzheim       | Staatsmann und politischer Schriftsteller                           |       |       |
| 22. März | François Emmanuel de Crussol        | französischer Adliger, Militär und Politiker                        | 74    |       |
| 30. März | Aedanus Burke                       | US-amerikanischer Politiker                                         | 58    |       |
| 30. März | Anna Charlotte Didier de Boncourt   | niederländische Sängerin und Revuekünstlerin                        | 53    |       |
| 30. März | Johann Christian von Normann        | preußischer Landrat                                                 | 68    |       |

## April
| Tag       | Name                                      | Beruf, bekannt als                                                                                  | Alter | Beleg |
| --------- | ----------------------------------------- | --------------------------------------------------------------------------------------------------- | ----- | ----- |
| 1. April  | Joseph Siffred Duplessis                  | französischer Maler                                                                                 | 76    |       |
| 3. April  | Georg Friedrich Kordenbusch von Buschenau | deutscher Mediziner und Astronom                                                                    | 70    |       |
| 4. April  | Otto Heinrich von Laxdehnen               | preußischer Generalmajor, Chef des Füsilierregiments Nr. 51, Amtshauptmann von Zinna und Rügenwalde |       |       |
| 7. April  | Anton Sebastian von Struve                | Diplomat im Dienste des Russischen Kaiserreichs                                                     | 73    |       |
| 7. April  | Jean-Louis Wagnière                       | Sekretär des französischen Philosophen Voltaire                                                     | 62    |       |
| 11. April | Juraj Papánek                             | slowakischer katholischer Geistlicher und Historiker                                                | 64    |       |
| 13. April | Johann Joseph Imhoff                      | deutscher Bildhauer                                                                                 | 63    |       |
| 13. April | Francesco Mantica                         | italienischer Kardinal                                                                              | 74    |       |
| 18. April | Erasmus Darwin                            | britischer Dichter, Botaniker und Arzt                                                              | 70    |       |
| 18. April | Iwan Iwanowitsch Lepjochin                | russischer Arzt, Botaniker, Zoologe und Forschungsreisender                                         | 61    |       |
| 20. April | Elisha Brown                              | britischer Politiker                                                                                | 84    |       |
| 23. April | Lazaros der Bulgare                       | Märtyrer und Heiliger der orthodoxen Kirche                                                         |       |       |
| 24. April | Sámuel Gyulay                             | österreichischer Offizier und Feldmarschallleutnant                                                 |       |       |
| 24. April | Johann August Schlettwein                 | deutscher Nationalökonom, Vertreter des Physiokratismus                                             | 70    |       |
| 26. April | Leonhard Bayrer                           | deutscher Jesuit, Moraltheologe und geistlicher Schriftsteller                                      | 52    |       |
| 26. April | Heinrich XXX.                             | Graf Reuß zu Gera                                                                                   | 75    |       |
| 26. April | Stanisław Stroiński                       | Lemberger Maler des Rokoko                                                                          | 82    |       |
| 26. April | Franz Samuel Wild                         | Schweizer Geologe und Mineraloge                                                                    | 58    |       |
| 28. April | Richard Howell                            | US-amerikanischer Politiker                                                                         | 47    |       |
| 28. April | Jean Antoine Rossignol                    | General während der Französischen Revolution                                                        | 42    |       |
| 29. April | Friedrich Leopold von Bosse               | preußischer Generalleutnant, Chef des Dragonerregiments Nr. 11 und Amtshauptmann von Draheim        | 82    |       |
| 29. April | Elisabetha Dorothea Schiller              | Mutter von Friedrich Schiller                                                                       | 69    |       |

## Mai
| Tag     | Name                                 | Beruf, bekannt als | Alter | Beleg |
| ------- | ------------------------------------ | --- | ----- | ----- |
| 1. Mai  | Karl Daniel Freyberg                 | deutscher Historiker und Physiker                                                                                          | 73    |       |
| 2. Mai  | Josef Kramolín                       | Barockmaler | 72    |       |
| 2. Mai  | Carl Traugott Gottlob Schönemann     | deutscher Jurist, Philologe und Diplomatiker; Hochschullehrer in Göttingen                                                 | 36    |       |
| 4. Mai  | Friedrich Ernst von Bülow            | deutscher Offizier, Gutsbesitzer und Landschaftsdirektor                                                                   | 65    |       |
| 4. Mai  | Christopher Reinhold von Nolcken     | russischer General und Gouverneur                                                                                          | 73    |       |
| 6. Mai  | John Lowell                          | US-amerikanischer Jurist und Politiker                                                                                     | 58    |       |
| 8. Mai  | William Gordon                       | US-amerikanischer Politiker                                                                                                | 39    |       |
| 11. Mai | Jehu Davis                           | US-amerikanischer Politiker                                                                                                |       |       |
| 13. Mai | Justus Friedrich Zehelein            | deutscher Schriftsteller, Komponist, Justizamtmann und Radierer                                                            | 42    |       |
| 14. Mai | Joachim Otto Friedrich von Lepel     | kurhessischer Obristwachtmeister bei der Leibgarde zu Pferd und zuletzt Fürstlich-Isenburg-Birsteinischer Kammer-Präsident | 62    |       |
| 15. Mai | Lebrecht Bachenschwanz               | deutscher General, Schriftsteller und Übersetzer                                                                           | 72    |       |
| 15. Mai | Friedrich Anton von Heynitz          | preußischer Politiker und Bergbau-Reformer                                                                                 | 77    |       |
| 17. Mai | Sophie von Braunschweig-Wolfenbüttel | Herzogin von Sachsen-Coburg-Saalfeld                                                                                       | 78    |       |
| 17. Mai | Georg Andreas Steltzner              | deutscher Bergbeamter | 77    |       |
| 17. Mai | Frederick Stuart                     | britischer Politiker, Mitglied des House of Commons                                                                        | 50    |       |
| 22. Mai | Martha Washington                    | erste US-amerikanische First Lady                                                                                          | 70    |       |
| 23. Mai | Domenico Ercole del Rio              | italienischer Schachspieler                                                                                                |       |       |
| 25. Mai | George Fordyce                       | britischer Arzt | 65    |       |
| 27. Mai | Melchior Heinrich von Breitenbauch   | kursächsischer Hofmarschall am Dresdner Hof                                                                                | 77    |       |
| 29. Mai | Jean Hardy                           | französischer Divisionsgeneral                                                                                             | 39    |       |
| 30. Mai | Johann Josef Leitenberger            | böhmischer Textilunternehmer                                                                                               | 72    |       |
| 30. Mai | Karl Traugott Thieme                 | deutscher Volksaufklärer                                                                                                   | 57    |       |
| Mai     | Manuel Caetano de Sousa              | portugiesischer Architekt des Barock                                                                                       | 60    |       |

## Juni
| Tag      | Name                                      | Beruf, bekannt als                                                     | Alter | Beleg |
| -------- | ----------------------------------------- | ---------------------------------------------------------------------- | ----- | ----- |
| 1. Juni  | Pemulwuy                                  | Elder und Krieger der Darug-Aborigines                                 |       |       |
| 2. Juni  | Alexander von Budberg                     | preußischer Generalmajor, Chef des Infanterieregiments Nr. 9           | 85    |       |
| 2. Juni  | Thomas Fyshe Palmer                       | englischer Unitarier und politischer Reformer                          | 54    |       |
| 3. Juni  | Joseph Adam von Arco                      | Bischof von Königgrätz, Fürstbischof von Seckau                        | 69    |       |
| 5. Juni  | Johann Christian Gottlieb Ernesti         | deutscher klassischer Gelehrter                                        |       |       |
| 5. Juni  | Samuel Lyman                              | US-amerikanischer Politiker                                            | 53    |       |
| 5. Juni  | Joseph Jacob Graf Murray de Melgum        | habsburgischer Militärangehöriger                                      | 83    |       |
| 8. Juni  | Paulus Kind der Ältere                    | Schweizer reformierter Pfarrer                                         | 68    |       |
| 12. Juni | Friedrich Ewald von Fircks                | polnischer Landrat und kurländischer Gutsbesitzer                      | 68    |       |
| 12. Juni | Johann Ernst Wichmann                     | deutscher Mediziner                                                    | 62    |       |
| 14. Juni | Burckhard Alexius Constantin von Krüdener | russischer Diplomat                                                    | 55    |       |
| 14. Juni | Friedrich August Mehlen                   | deutscher Rechtsgelehrter                                              | 51    |       |
| 16. Juni | Friedrich August Ludwig von Burgsdorff    | deutscher Botaniker, Forstwissenschaftler und preußischer Forstbeamter | 55    |       |
| 16. Juni | Adrian Rauch                              | österreichischer Piarist, Historiker und Lehrer                        | 71    |       |
| 18. Juni | Theodosius Christian von Frantzius        | deutscher Großkaufmann und Reeder                                      | 67    |       |
| 22. Juni | Susette Gontard                           | deutsche Bankiersfrau, große Liebe des Dichters Friedrich Hölderlin    |       |       |
| 24. Juni | Johann Friedrich Esaias Steffens          | deutscher evangelisch-lutherischer Theologe                            | 86    |       |
| 26. Juni | Friedrich Christian Lorenz Schweigger     | deutscher evangelischer Theologe                                       | 58    |       |
| 27. Juni | Possidius Zitter                          | Mitglied des Augustinerordens, Autor, Lehrer am Kloster Münnerstadt    | 79    |       |
| 28. Juni | Johann Jakob Engel                        | deutscher Schriftsteller und Literaturtheoretiker                      | 60    |       |
| 30. Juni | Gaetano Gandolfi                          | italienischer Maler und Kupferstecher                                  | 67    |       |

## Juli
| Tag      | Name                                                         | Beruf, bekannt als | Alter | Beleg |
| -------- | ------------------------------------------------------------ | --- | ----- | ----- |
| 1. Juli  | Carlo Livizzani                                              | italienischer Kardinal der Römischen Kirche                                                                             | 79    |       |
| 1. Juli  | Philipp August Wilhelm von Werther                           | preußischer Generalleutnant, Chef des Dragonerregiments Nr. 6                                                           | 73    |       |
| 6. Juli  | Daniel Morgan                                                | US-amerikanischer Pionier, Offizier im Amerikanischen Unabhängigkeitskrieg und Bundespolitiker (Föderalistische Partei) |       |       |
| 8. Juli  | Johann Anton von Dessaunieres                                | königlich-preußischer Generalmajor und zuletzt Kommandant von Glogau                                                    | 70    |       |
| 9. Juli  | Christoph Friedrich Neander                                  | evangelischer Pfarrer und Kirchenlieddichter                                                                            | 78    |       |
| 10. Juli | Gregers Kristian von Haxthausen                              | dänischer Adliger und Minister                                                                                          | 70    |       |
| 12. Juli | Johan Heinrich Knuth                                         | dänischer Gutsbesitzer, Kammerherr und Geheimrat                                                                        | 55    |       |
| 12. Juli | Karl Christoph Oettelt                                       | deutscher Forstmann und Forstmathematiker                                                                               | 75    |       |
| 15. Juli | Louis-Marie Stanislas Fréron                                 | französischer Politiker der Französischen Revolution                                                                    | 47    |       |
| 17. Juli | Honorat Goehl                                                | deutscher römisch-katholischer Geistlicher                                                                              | 69    |       |
| 18. Juli | Jan Jakub Quirin Jahn                                        | böhmischer Zeichner, Maler, Theoretiker und Kunsthistoriker                                                             | 63    |       |
| 18. Juli | Heinrich Keller                                              | Schweizer Pfarrer und Gehörlosenlehrer                                                                                  | 74    |       |
| 22. Juli | Xavier Bichat                                                | französischer Anatom und Physiologe                                                                                     |       |       |
| 22. Juli | François-Henri d’Harcourt                                    | französischer General, Herzog und Pair von Frankreich                                                                   | 76    |       |
| 23. Juli | Charles Johnson                                              | US-amerikanischer Politiker                                                                                             |       |       |
| 23. Juli | Maria del Pilar Teresa Cayetana de Silva y Álvarez de Toledo | Herzogin von Alba | 40    |       |
| 23. Juli | Jakob von Zülow                                              | königlich preußischer Generalmajor                                                                                      | 73    |       |
| 24. Juli | Joseph Ducreux                                               | französischer Porträtmaler                                                                                              | 67    |       |
| 25. Juli | Friedrich Karl Joseph von Erthal                             | Kurfürst und Erzbischof von Mainz                                                                                       | 83    |       |
| 26. Juli | Rose-Adélaïde Ducreux                                        | französische Porträtmalerin und Musikerin                                                                               | 40    |       |
| 26. Juli | Christian Ludwig Seehas                                      | deutscher Maler, später Hofmaler der Herzöge von Mecklenburg                                                            | 48    |       |
| 28. Juli | Christian Friedrich von Knebel                               | preußischer Generalmajor                                                                                                | 59    |       |
| 28. Juli | Giuseppe Sarti                                               | italienischer Komponist                                                                                                 |       |       |
| 30. Juli | Franciscus Kareu                                             | belarussischer Generaloberer der Societas Jesu (Jesuitenorden)                                                          | 70    |       |

## August
| Tag        | Name                                  | Beruf, bekannt als                                                                                              | Alter | Beleg |
| ---------- | ------------------------------------- | --- | ----- | ----- |
| 1. August  | Johann Bernhard Keup                  | deutscher Mediziner                                                                                             |       |       |
| 2. August  | Kastulus Wohlmuth                     | Prämonstratensermönch, Abt, Hochschullehrer                                                                     | 53    |       |
| 3. August  | Carl Adolph von Brühl                 | sächsischer und preußischer General der Kavallerie, Erzieher Friedrich Wilhelm III. und von dessen Geschwistern | 60    |       |
| 3. August  | Heinrich von Preußen                  | Sohn von König Friedrich Wilhelm I. (Preußen), General                                                          | 76    |       |
| 3. August  | Johann Daniel Overbeck                | evangelischer Theologe und Rektor des Katharineums zu Lübeck                                                    | 87    |       |
| 5. August  | Richard Grosvenor, 1. Earl Grosvenor  | britischer Adliger und Politiker                                                                                | 71    |       |
| 7. August  | John Andrew Graefer                   | englischer Botaniker und Gartengestalter deutscher (vermeintlich österreichischer) Herkunft                     |       |       |
| 8. August  | Franz Xaver Debler                    | Kleriker, Historiker und Genealoge sowie Chronist der Stadt Schwäbisch Gmünd                                    | 76    |       |
| 9. August  | Karl Michael von Pauerspach           | Theaterdirektor zu Eszterház, Schriftsteller, Jurist und Postkommissar in Regensburg und Nürnberg               |       |       |
| 10. August | Antonio Lolli                         | italienischer Violinist und Komponist                                                                           |       |       |
| 12. August | Hyacinthe Sigismond Gerdil            | römisch-katholischer Geistlicher, Kardinal                                                                      | 84    |       |
| 13. August | Peter Vitus von Quosdanovich          | österreichischer General                                                                                        | 64    |       |
| 13. August | Ernst Balthasar Siegmund von Taubadel | preußischer Generalmajor; Kommandant von Danzig                                                                 | 78    |       |
| 15. August | Karagoromo Kisshū                     | japanischer Dichter                                                                                             | 59    |       |
| 17. August | Wilhelm von Schwerin                  | preußischer Generalleutnant, Regimentschef und Gouverneur von Thorn                                             | 62    |       |
| 20. August | Karl August von Elster                | preußischer Generalmajor und zuletzt Kommandant von Cosel                                                       | 67    |       |
| 22. August | Franz Ulrich Theodor Aepinus          | deutscher Physiker                                                                                              |       |       |
| 22. August | Michael Conrad Curtius                | deutscher Philologe, Historiker und Hochschullehrer                                                             | 77    |       |
| 22. August | George Thomas                         | britischer Söldner und Abenteurer                                                                               |       |       |
| 23. August | Corona Schröter                       | deutsche Sängerin (Sopran) und Schauspielerin                                                                   | 51    |       |
| 25. August | Franz Karl O’Reilly                   | irischer Arzt                                                                                                   | 39    |       |
| 25. August | Beat Ludwig Walthard                  | Schweizer Verleger                                                                                              | 58    |       |
| 26. August | Albrecht von Anhalt                   | preußischer Generalmajor                                                                                        | 67    |       |
| 28. August | Materno Bossi                         | italienischer Stuckateur                                                                                        | 65    |       |
| 28. August | Karl Ehregott Andreas Mangelsdorf     | deutscher Pädagoge, Rhetoriker und Historiker                                                                   | 54    |       |
| 28. August | Ernst Anton Nicolai                   | deutscher Mediziner                                                                                             | 79    |       |

## September
| Tag           | Name                                   | Beruf, bekannt als                                                          | Alter | Beleg |
| ------------- | -------------------------------------- | --------------------------------------------------------------------------- | ----- | ----- |
| 3. September  | Edward Hand                            | US-amerikanischer Politiker                                                 | 57    |       |
| 6. September  | Richard Spaight senior                 | amerikanischer Politiker                                                    | 44    |       |
| 7. September  | José Martín de Aldehuela               | spanischer Architekt und Baumeister                                         | 72    |       |
| 10. September | Jakob Sarasin                          | Basler Seidenbandfabrikant und Vertreter der Aufklärung                     | 60    |       |
| 11. September | Franz Xaver Kefer                      | deutscher Schulgründer                                                      |       |       |
| 12. September | Christian Friedrich August von Moller  | preußischer Generalmajor, Assessor des 3. Departments des Oberkriegskollegs | 68    |       |
| 16. September | Ludwig von Anhalt-Köthen               | Prinz von Anhalt-Köthen                                                     | 23    |       |
| 17. September | Richard Owen Cambridge                 | englischer Dichter, Gutsbesitzer und Historiker                             | 85    |       |
| 18. September | Jost Dürler                            | Schweizer Offizier in französischen und englischen Diensten                 | 57    |       |
| 19. September | Luisa Maria von Neapel-Sizilien        | Großherzogin von Toskana                                                    | 29    |       |
| 19. September | Pierre Roussel                         | französischer Arzt, Journalist                                              | 59    |       |
| 20. September | Johann Georg Schulthess                | Schweizer reformierter Theologe                                             | 43    |       |
| 24. September | Alexander Nikolajewitsch Radischtschew | russischer Philosoph und Revolutionär                                       | 53    |       |
| 25. September | Antun Pejačević                        | kroatischer Adliger, Politiker und Militär aus dem Hause Pejačević          | 53    |       |
| 26. September | Georg von Vega                         | österreichischer Soldat und Mathematiker                                    | 48    |       |
| 28. September | Heinrich Harries                       | Dichter der späteren Kaiserhymne Heil dir im Siegerkranz                    | 40    |       |
| 29. September | August Batsch                          | deutscher Botaniker                                                         | 40    |       |
| 29. September | Michelangelo Luchi                     | Kardinal der Römischen Kirche, Benediktiner                                 |       |       |

## Oktober
| Tag         | Name                                 | Beruf, bekannt als | Alter | Beleg |
| ----------- | ------------------------------------ | --- | ----- | ----- |
| 1. Oktober  | Guillaume d’Abbes de Cabrebolles     | französischer Advokat, Literat und Enzyklopädist | 84    |       |
| 2. Oktober  | Friedrich Adrian Dietrich von Roeder | preußischer Generalleutnant, Amtshauptmann von Balga, Chef des Infanterieregiments Nr. 6                                                                               | 72    |       |
| 8. Oktober  | Johann Melchior Beseke               | deutscher Ornithologe | 56    |       |
| 9. Oktober  | Ferdinand                            | Infant von Spanien und Herzog von Parma, Piacenza und Guastalla (1765–1802)                                                                                            | 51    |       |
| 10. Oktober | Stanislaus Ossowski                  | Musiker und Komponist |       |       |
| 15. Oktober | Franz Friedrich Wundram              | Seidenbau- und Ziegelei-Verwalter der staatlichen, landesherrlichen, Königlich Großbritannischen und Kurfürstlich Braunschweig-Lüneburgischen Ziegelei in Herrenhausen |       |       |
| 16. Oktober | Charles Dugua                        | französischer Divisionsgeneral |       |       |
| 16. Oktober | Joseph Strutt                        | englischer Kupferstecher, Künstler, Dichter, Antiquar und Schriftsteller                                                                                               | 52    |       |
| 16. Oktober | Peter Hinrich Widow                  | deutscher Jurist und Bürgermeister der Freien und Hansestadt Hamburg                                                                                                   | 66    |       |
| 21. Oktober | Philipp Karl von Alvensleben         | preußischer Diplomat und Minister | 56    |       |
| 21. Oktober | Wilhelm Julius von Plotho            | preußischer Generalmajor, Kommandant der Plassenburg | 73    |       |
| 22. Oktober | Samuel Arnold                        | englischer Komponist | 62    |       |
| 22. Oktober | Sophie Arnould                       | französische Opernsängerin (Sopran) und Salonière der Aufklärung | 58    |       |
| 24. Oktober | André Joseph Lemaire                 | französischer Divisionsgeneralder Artillerie | 64    |       |
| 24. Oktober | Ludovico Manin                       | letzter Doge Venedigs | 76    |       |
| 24. Oktober | John Ramage                          | irisch-amerikanischer Miniaturmaler und Goldschmied |       |       |
| 26. Oktober | John E. Colhoun                      | US-amerikanischer Politiker |       |       |
| 26. Oktober | Ludwig Albrecht Gebhardi             | deutscher Historiker und Bibliothekar | 67    |       |
| 29. Oktober | Charles Alexandre de Calonne         | französischer Staatsmann | 68    |       |
| Oktober     | Jean-François-Henri Collot           | französischer Autor und Enzyklopädist | 86    |       |

## November
| Tag          | Name                              | Beruf, bekannt als                                                  | Alter | Beleg |
| ------------ | --------------------------------- | ------------------------------------------------------------------- | ----- | ----- |
| 2. November  | Edward Langworthy                 | US-amerikanischer Politiker                                         |       |       |
| 2. November  | Charles Victoire Emmanuel Leclerc | französischer General                                               | 30    |       |
| 5. November  | Leopold I.                        | erster Fürst von Lippe                                              | 34    |       |
| 7. November  | Franz Ludwig Pfyffer              | Schweizer Politiker und Topograf                                    | 86    |       |
| 8. November  | Johann Gottlieb Georgi            | deutscher Geograph und Chemiker                                     | 72    |       |
| 9. November  | Thomas Girtin                     | englischer Landschaftsmaler                                         | 27    |       |
| 11. November | Gottlieb Wernsdorf II.            | deutscher Rechtswissenschaftler                                     | 55    |       |
| 14. November | Heinrich Friedrich Innocenz Apel  | sächsischer Jurist und Bürgermeister von Leipzig                    | 70    |       |
| 14. November | Samuel Simon Witte                | Theologe und Philosoph                                              | 63    |       |
| 15. November | George Romney                     | britischer Maler                                                    | 67    |       |
| 16. November | André Michaux                     | französischer Botaniker und Forschungsreisender                     | 56    |       |
| 17. November | Friedrich Joseph Emerich          | deutscher Dichter und Publizist                                     | 29    |       |
| 17. November | Johann Uphagen                    | deutscher Reeder, Kaufmann und bibliophiler Sammler                 | 71    |       |
| 17. November | John Mathews                      | US-amerikanischer Politiker                                         |       |       |
| 22. November | François Watrin                   | französischer Divisionsgeneral der Kavallerie                       | 30    |       |
| 23. November | Johann Georg Heinzmann            | deutscher Buchhändler und Schriftsteller                            | 44    |       |
| 23. November | Melchior Zösch                    | Augustiner-Chorherr und der letzte Propst des Klosters Triefenstein | 76    |       |
| 27. November | John Baptista Ashe                | US-amerikanischer Politiker                                         |       |       |
| 30. November | Jacques Maurice Hatry             | französischer Divisionsgeneral und Senator                          | 60    |       |

## Dezember
| Tag          | Name                                    | Beruf, bekannt als | Alter | Beleg |
| ------------ | --------------------------------------- | --- | ----- | ----- |
| 2. Dezember  | Diederich Meier                         | Bremer Ratsherr und Bürgermeister                                                                                          | 54    |       |
| 5. Dezember  | Lemuel Francis Abbott                   | englischer Maler |       |       |
| 7. Dezember  | Carlo Giuseppe Filippa della Martiniana | italienischer Kardinal, Bischof von Vercelli                                                                               | 78    |       |
| 8. Dezember  | Niklaus Sprüngli                        | Schweizer Architekt, Stadtbaumeister von Bern                                                                              |       |       |
| 14. Dezember | Johann van der Beeck                    | deutscher Ratsverwandter und Kaufmann                                                                                      | 73    |       |
| 14. Dezember | Louis-Philippe de Vaudreuil             | französischer Offizier, zweithöchste Kommandant der französischen Marine während des Amerikanischen Unabhängigkeitskrieges | 78    |       |
| 15. Dezember | Johann Lorenz Böckmann                  | deutscher Physiker und Mathematiker                                                                                        | 61    |       |
| 16. Dezember | Michael Christoph Wohler                | deutscher Bildhauer |       |       |
| 17. Dezember | Johannes Wiedewelt                      | dänischer Bildhauer | 71    |       |
| 19. Dezember | Stephan Hayd                            | deutscher Benediktiner, Geistlicher, Theologe und Hochschullehrer                                                          | 58    |       |
| 20. Dezember | Carl Gottlob Beck                       | deutscher Buchdrucker, Buchhändler und Gründer des Verlages C. H. Beck                                                     | 69    |       |
| 20. Dezember | Absalom Tatom                           | US-amerikanischer Politiker                                                                                                |       |       |
| 21. Dezember | Johanna Sacco                           | österreichische Schauspielerin und Tänzerin                                                                                | 48    |       |
| 23. Dezember | Camillo Federici                        | italienischer Lustspieldichter                                                                                             | 53    |       |
| 23. Dezember | Johann Hermann Schnobel                 | deutscher Kantor und Historiker                                                                                            | 75    |       |
| 27. Dezember | Wilhelm Heinrich Bethmann               | deutscher Orgelbauer | 57    |       |
| 27. Dezember | Johann Gottfried Brügelmann             | deutscher Industrieller |       |       |
| 27. Dezember | Johann Joachim Busch                    | mecklenburgischer Architekt                                                                                                | 82    |       |
| 27. Dezember | Jens Juel                               | dänischer Maler | 57    |       |
| 28. Dezember | Johann Jakob Morff                      | herzoglicher Hof- und Theatermaler                                                                                         |       |       |
| 29. Dezember | Christian von Brokes                    | Ratsherr der Hansestadt Lübeck                                                                                             |       |       |

## Datum unbekannt
| Tag | Name                                | Beruf, bekannt als                                                                                      | Alter | Beleg |
| --- | ----------------------------------- | --- | ----- | ----- |
|     | Isaak Alexander                     | deutscher Rabbiner und Philosoph der Aufklärung                                                         |       |       |
|     | Joseph Narzissus Allgeyer           | deutscher Orgelbauer                                                                                    |       |       |
|     | Iwan Petrowitsch Argunow            | russischer Maler und Porträtist                                                                         |       |       |
|     | Nicolás Antonio de Arredondo        | Vizekönig des Río de la Plata                                                                           |       |       |
|     | Bùi Thị Xuân                        | vietnamesische Generalin                                                                                |       |       |
|     | John Bull                           | US-amerikanischer Staatsmann und Kämpfer für die Amerikanische Unabhängigkeit                           |       |       |
|     | Louis Le Bègue Duportail            | Offizier in der Kontinentalarmee und französischer Kriegsminister                                       |       |       |
|     | Friedrich Epp                       | deutscher Sänger                                                                                        |       |       |
|     | Johannes Jacobus Finger             | Amtmann in Wehrheim                                                                                     |       |       |
|     | Karl Franz                          | deutscher Musiker                                                                                       |       |       |
|     | Johann Christian Gottfried Fritzsch | deutscher Kupferstecher                                                                                 |       |       |
|     | Johann Christian Gerning            | Frankfurter Handelsmann und Bankier                                                                     |       |       |
|     | Johannes Herrenschneider            | lutherischer Geistlicher in Straßburg und Hofprediger in der Grafschaft Gaugrehweiler                   |       |       |
|     | Gerhard Hess                        | deutscher Benediktinermönch und Historiker                                                              |       |       |
|     | John Hunter                         | US-amerikanischer Politiker                                                                             |       |       |
|     | Karl Friedrich von Jungkenn         | preußischer Generalmajor, Kommandeur des Infanterieregiments „Graf Dohna“                               |       |       |
|     | Caroline Louise von Klencke         | deutsche Dichterin                                                                                      |       |       |
|     | Johann Michael Koneberg             | deutscher Maler                                                                                         |       |       |
|     | Johann August Neumeister            | vogtländischer Kattundrucker                                                                            |       |       |
|     | Salem Poor                          | afroamerikanischer Soldat, der für seine Tapferkeit in der Schlacht von Bunker Hill ausgezeichnet wurde |       |       |
|     | David Schindelmeißer                | deutscher Jurist und Büchersammler                                                                      |       |       |
|     | Thuken Lobsang Chökyi Nyima         | tibetischer Historiker und Geistlicher                                                                  |       |       |
|     | Johann Christian Winter             | deutscher Kantor und Dichter                                                                            |       |       |